# トンブリッジ・エンジェルズFC
トンブリッジ・エンジェルズ・フットボール・クラブ（Tonbridge Angels Football Club）は、イングランド、ケント州トンブリッジ・アンド・モーリング地区のトンブリッジを本拠地とするサッカークラブチームである。2017-2018シーズンはイスミアンリーグ・プレミアディヴィジョン（7部相当）に所属。

## タイトル

### 国内タイトル
- ケントリーグ:1回

1992-1993
- ケントリーグ・リーグカップ:2回

1989-1990,1991-1992
- ケントリーグ・チャリティーシールド:1回

1993-1994
- ケント・シニアカップ:2回

1964-1965,1974-1975
- ケント・フリードリトカップ:2回

1963-1964,1966-1967
- ケント・シニアシールド:5回

1951-1952,1955-1956,1957-1958,1958-1959,1963-1964
- メトロポリタンリーグ:1回

1952-1953
- メトロポリタンリーグ・リーグカップ:3回

1951-1952,1953-1954,1956-1957

### 国際タイトル
- なし